# Salpinctes (plante)
Pour l’article homonyme, voir Troglodyte des rochers ou Salpinctes obsoletus pour l'espèce d'oiseaux du genre monotypique Salpinctes.
Genre
Classification APG III (2009)
Salpinctes est un genre de plantes à fleurs de la famille des Apocynaceae, endémique du Venezuela.
Le genre est considéré comme un synonymes de Mandevilla'.

## Listes d'espèces
- Salpinctes duidae Woodson, 1931
- Salpinctes kalmiifolius Woodson, 1931